# Lena Hoschek

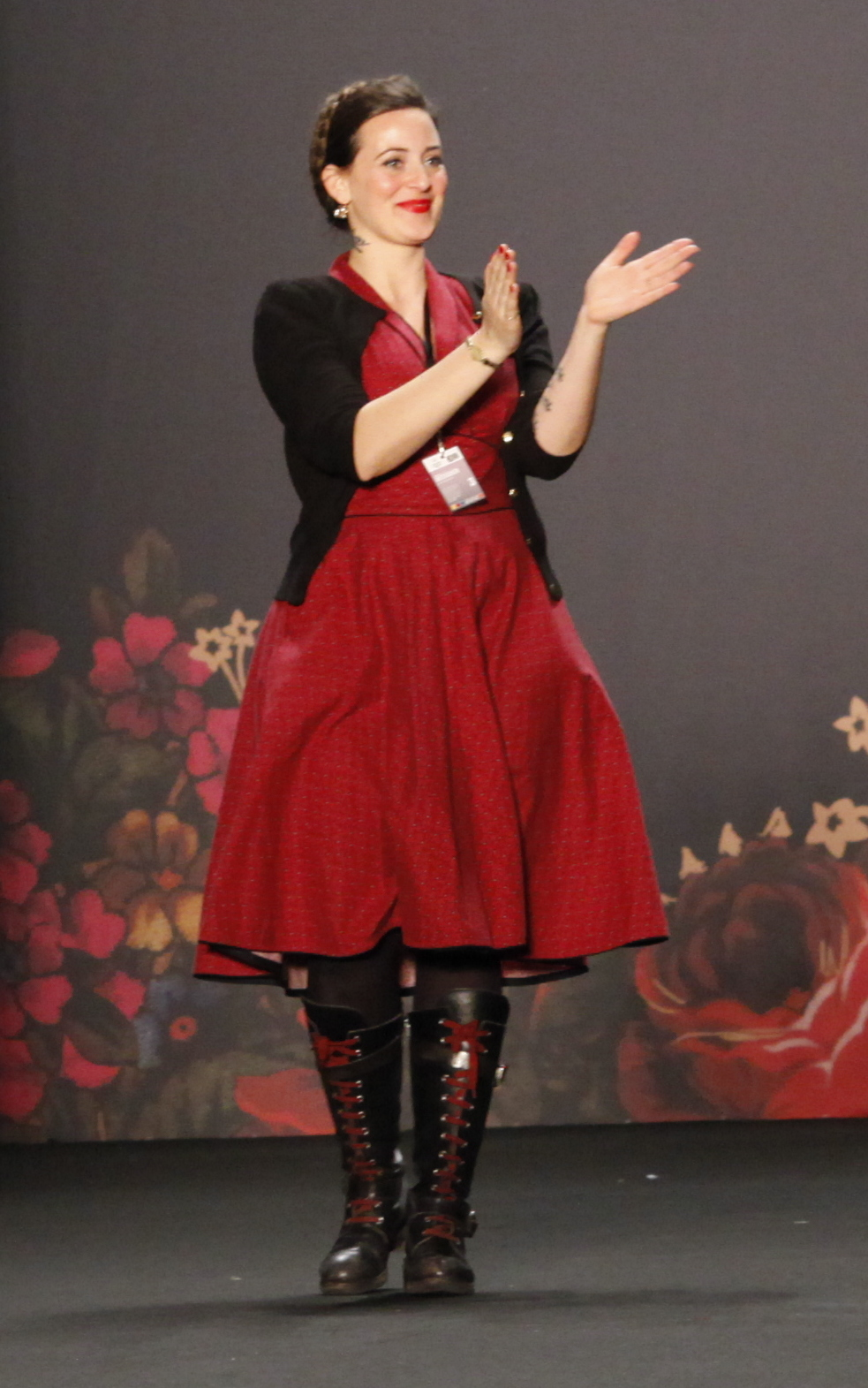
Lena Hoschek auf der Berlin Fashion Week 2013

Magdalena „Lena“ Hoschek (* 23. April 1981 in Graz) ist eine österreichische Modedesignerin und Modeunternehmerin, die mit eigenen Kollektionen und eigenen Ladengeschäften in den Bereichen Tracht sowie maßgefertigte Couture- und Brautmode tätig ist. Sie bezeichnet sich selbst als Kleidermacherin.

## Leben
Lena Hoschek besuchte vom Kindergarten bis zur Matura die katholische Privatschule Sacré Coeur Graz. Nach der Matura machte sie ihr Diplom in Modedesign an der Modeschule Wien in Schloss Hetzendorf. Nach der Schule folgte 2003/2004 ein achtmonatiges Praktikum bei Vivienne Westwood in London.

## Berufliche Laufbahn
Im Jahr 2005 gründete Hoschek ihr eigenes Label „Lena Hoschek“ in Graz. 2008 eröffnete sie ein weiteres Geschäft in Wien und 2010 eines in Berlin-Mitte. Der Standort in Berlin wurde 2016 geschlossen. Weitere Vertriebsschienen sind ein Online-Shop und der Verkauf über Retail-Partner. Hoschek beschäftigt 60 Mitarbeiter.
Hoschek bringt pro Jahr zwei Damen-Kollektionen auf den Markt, die sie in Europa produzieren lässt. Ihre Entwürfe sind von den 1950er Jahren und folkloristischen Einflüssen geprägt. Neben der Prêt-à-porter fertigt sie auch Trachten. Sie präsentierte ihre Kollektionen seit 2010 auf der Berliner Modewoche.
Im Oktober 2024 beantragte ihr Unternehmen ein Sanierungsverfahren ohne Eigenverwaltung. Der Sanierungsplan für das insolvente Unternehmen wurde im Jänner 2025 angenommen. Die Gesamtquote liegt bei 21 Prozent.

## Auszeichnungen
- 2009 Vienna Fashion Award in der Kategorie Designer Branding
- 2012 Vienna Fashion Award in der Kategorie Designer[9]